# أبو العلاء الإيادي
أبو العلاء زهر بن عبد الملك بن محمد بن مروان بن زهر الإيادي فيلسوف، وطبيب من أهل اشبيلية في الأندلس، نشأ شرق الأندلس وسكن قرطبة، وبعد اشتغاله بالحديث والآداب أقبل على الطب.

## النشأة
ذكر صاحب التكملة عنه بالآتي: «أن زهراً أنسى الناس من قبله إحاطةً بالطب وحذقاً لمعانيه، حتى أن أهل المغرب ليفاخرون به وبأهل بيته في ذلك. وحل من سلطان الاندلس محلاً لم يكن لأحد في وقته، فشارك الولاة في تدبير شؤون البلد»

## أعماله ومؤلفاته
صنّف كتباً عدّة، منها:ً الطرر في الطب، والخواص، والأدوية المفردة لم يكمله، و حل شكوك الرازي على كتب جالينوس، وله أيضا رسائل ومجربات أخرى.

## وفاته
ونكب في آخر عمره بقرطبة، وبها توفي، وحمل جثمانه إلى اشبيلية ودفن بها.